# Џејмсон (Мисури)
Џејмсон (енгл. Jameson) град је у америчкој савезној држави Мисури.

## Демографија
По попису из 2010. године број становника је 133, што је 13 (10,8%) становника више него 2000. године.
| Група             | 2000.       | 2010.       |
| Белци             | 119 (99,2%) | 117 (88,0%) |
| Афроамериканци    | 0 (0,0%)    | 0 (0,0%)    |
| Азијати           | 0 (0,0%)    | 0 (0,0%)    |
| Хиспаноамериканци | 0 (0,0%)    | 4 (3,0%)    |
| Укупно            | 120         | 133         |